# William Draper (Offizier)

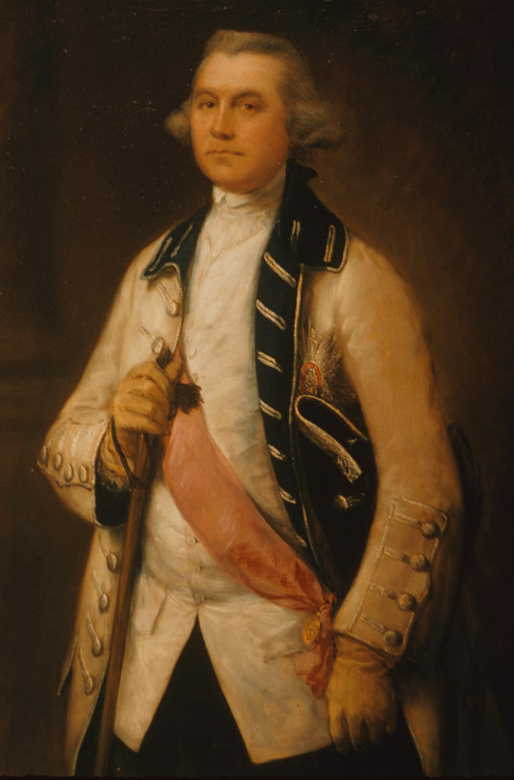
Sir William Draper (ca. 1760)

Sir William Draper KB (* 1721 in Bristol, Königreich Großbritannien; † 8. Januar 1787 in Bath, Königreich Großbritannien) war ein britischer Generalleutnant. Er diente in Indien, führte die Expedition, die 1762 Manila eroberte, und nahm 1782 an der erfolglosen Verteidigung von Menorca teil. Er war 1774 auch an einem Schlüsseltreffen beteiligt, bei dem man sich auf einen frühen Satz von Cricket-Regeln einschließlich der „Leg before Wicket“-Regel einigte.

## Leben

### Frühe Militärkarriere
Draper wurde in Bristol, der damals zweitgrößten Stadt Englands, als Sohn eines Zollbeamten geboren. Sein Vater starb im folgenden Jahr und die Familie hatte viele Jahre lang mit finanziellen Schwierigkeiten zu kämpfen und verbrachte einige Zeit in Britisch-Indien. Draper wurde an der Bristol Cathedral School, dann in Eton, wo er 1733 ein Stipendium erhielt, und am King’s College in Cambridge ausgebildet. Im Jahr 1744, während des Österreichischen Erbfolgekrieges, trat er im Rang eines Fähnrich im Regiment von Lord Henry Beauclerk in die britische Armee ein. Draper wurde 1746 zum Adjutanten im 1st Regiment of Foot Guards ernannt und stieg bis 1749 zum Leutnant und Hauptmann auf. Seine erste Frau Caroline, die er 1756 heiratete, war eine Tochter von Lord William Beauclerk.

### Siebenjähriger Krieg
Im Siebenjährigen Krieg befehligte er das von ihm aufgestellte 79th Regiment of Foot  bei der Belagerung von Madras von 1758 bis 1759. Im Jahr 1762 wurde er Oberst und hatte seinen größten Triumph, als er zusammen mit dem Offizier der Royal Navy, Samuel Cornish, eine Expedition gegen das von den Spaniern gehaltene Manila leitete und die Stadt am 6. Oktober 1762 eroberte. Die britische Besetzung Manilas dauerte bis 1764, danach wurde die Stadt an Spanien zurückgegeben. Während der Besetzung hatte Draper eine Vereinbarung namens „Manila Ransom“ unterzeichnet, nach der die Spanier den Briten einen großen Geldbetrag zahlen würden. Die Nachricht von der Eroberung Manilas kam zu spät, um noch im Vertrag von Paris berücksichtigt zu werden, und gemäß den Bedingungen gaben die Briten die Stadt an die Spanier zurück, wobei das Lösegeld nur zu einem Viertel gezahlt wurde.

### Friedenszeit
Draper kehrte nach Hause zurück und erwartete eine weitere Beförderung für seine Eroberung Manilas, die aber ausblieb. So war er 1765 noch immer Oberst – nun im 16. Infanterieregiment. Im Dezember 1765 wurde er dann allerdings Knight Companion des Order of the Bath. Draper war außerdem 1769 in der Verteidigung seines Freundes John Manners, Marquess of Granby engagiert, der in den Briefen des Junius attackiert wurde. Im gleichen Jahr verlor er seine Frau und unternahm eine Reise durch die amerikanischen Kolonien. In Nordamerika heiratete er Susanna De Lancey, Tochter von Oliver De Lancey, dem Oberhaupt einer der führenden Familien in der Provinz New York. Draper hegte die Hoffnung, dass er zum dortigen königlichen Gouverneur ernannt werden könnte, doch dies erfüllte sich nicht.
Im Jahr 1774 leitete Draper ein Komitee, das einige frühe Cricket-Regeln formulierte. Sie wurden am Freitag, dem 25. Februar 1774, im Star and Garter in Pall Mall festgelegt und überarbeitet. Dem Komitee gehörten der Herzog von Dorset, der Earl of Tankerville, Harry Peckham und andere „Adlige und Herren von Kent, Hampshire, Surrey, Sussex, Middlesex und London“ an. Ergebnis dieses Treffens war eines der frühesten Cricket-Regelwerke und gilt als das erste, bei dem die sog. Leg before Wicket-Regel eingeführt wurde.

### Amerikanischer Unabhängigkeitskrieg
Als Generalleutnant im Jahr 1777 wurde er von 1779 bis 1782 Vizegouverneur von Menorca, bis die Insel während der Invasion auf Menorca von einer kombinierten französisch-spanischen Expedition erobert wurde. Er unterstützte unbegründete Vorwürfe wegen Fehlverhaltens gegen Generalleutnant James Murray, der ihn suspendiert hatte. Er wurde 1783 von einem allgemeinen Militärgericht gerügt. Er starb am 8. Januar 1787 und wurde in der alten Abteikirche in Bath beigesetzt, wo zu seiner Erinnerung ein Denkmal errichtet wurde.